# 잘펠덴암슈타이네르넨메어

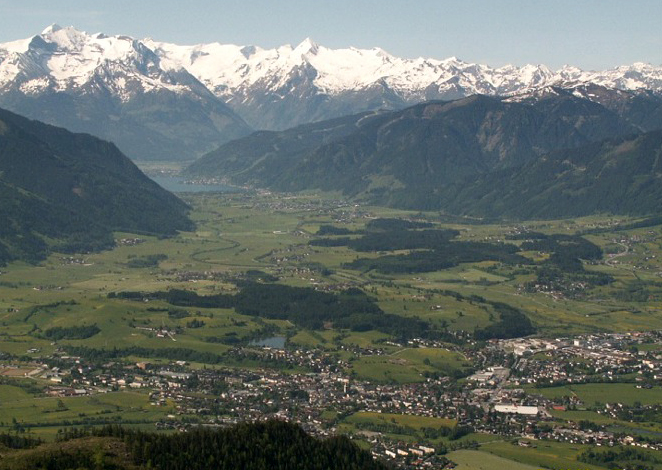
잘펠덴암슈타이네르넨메어

잘펠덴암슈타이네르넨메어(독일어: Saalfelden am Steinernen Meer)는 오스트리아 잘츠부르크주에 위치한 도시로 면적은 118.36km2, 높이는 748m, 인구는 16,400명(2016년 1월 1일 기준), 인구 밀도는 140명/km2이다.
잘츠부르크 주에서 잘츠부르크, 할라인에 이어 3번째로 큰 도시이다. 여름철에는 수영장으로, 겨울철에는 빙상장으로 사용되는 호수, 스키 점프 경기장, 크로스컨트리 스키 경기장으로 유명한 곳이다.

시 문장